# Robert Crumb

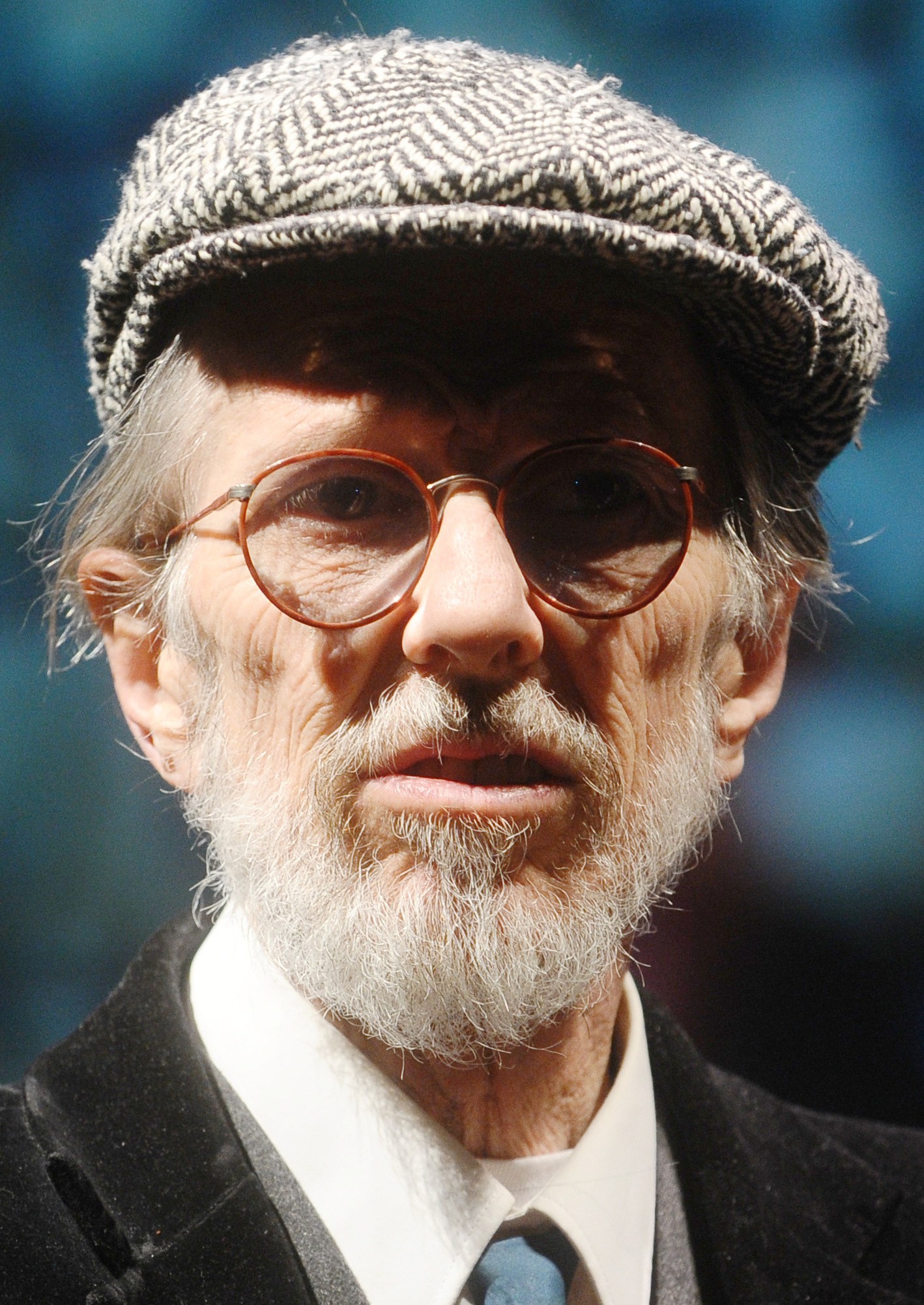
Robert Crumb (2014)

Robert Crumb (* 30. August 1943 in Philadelphia, Pennsylvania) ist ein US-amerikanischer Künstler, Illustrator und Musiker. Crumb ist einer der bedeutendsten Autoren der Underground-Comics-Bewegung („comix“), die Mitte der 1960er Jahre in den USA entstand. Crumb lebt seit Mitte der 1990er Jahre in Frankreich. Er signiert mit „R. Crumb“.

## Leben und Werk
Crumb wuchs in schwierigen Familienverhältnissen auf: Sein Vater schied nach dem Zweiten Weltkrieg aus dem United States Marine Corps aus und war jähzornig und gewalttätig; seine Mutter war häufig in psychiatrischer Behandlung. Mit Anfang zwanzig lebte Crumb in Cleveland, Ohio, mit seiner ersten Frau Dana Morgan Crumb und zeichnete Glückwunschkarten für American Greetings. Ermutigt durch die Reaktionen auf einige seiner Comics und Zeichnungen, die er in Underground-Zeitungen, unter anderem auch in Philadelphias Yarrowstalkes, veröffentlicht hatte, zog Crumb 1967 nach San Francisco, dem Zentrum der Flower-Power-Bewegung. Erstveröffentlichungen in Europa publizierte Urban Gwerder in seiner Zeitschrift Hotcha. Anfänglich verkaufte Crumb psychedelische Poster, welche zum größten Teil in sogenannten Headshops angeboten wurden – 1967 druckte Charles Plymell die erste Ausgabe von Zap Comix.
Crumb greift auf die Werke von Künstlern früherer Generationen zurück. Als Einflüsse auf Robert Crumbs Zeichenstil wurden Billy DeBeck (Barney Google), C. E. Brock (alter Story-Book-Illustrator), Gene Aherns Comic Strips, die Figuren aus den Merrie Melodies der 1930er, Sidney Smith (The Gumps), E. C. Segar (Popeye) und Reg Davis genannt. Crumb benutzte einen auf den ersten Blick antiquiert wirkenden Cartoon-Stil, um satirische Geschichten hervorzubringen, die sexuell und politisch anstößig wirkten. Bald zog er eine Reihe von Künstlern an, die von der Möglichkeit, gegenkulturelle Comic-Bücher zu veröffentlichen, begeistert waren. Crumb teilte die Seiten von Zap später mit Künstlern wie Spain Rodriguez, Rick Griffin, S. Clay Wilson und Gilbert Shelton.
In Heften wie Zap und in vielen anderen Medien schuf Crumb, auch inspiriert von LSD, Comic-Figuren, die zu Ikonen des Anti-Establishment wurden. Zu den bekanntesten dieser Charaktere gehören Fritz the Cat und Mr. Natural.
Ab Mitte der 1960er waren Crumbs Werke sehr gefragt, und Crumb wurde zu einer Ikone des Anti-Establishments. Er weigerte sich allerdings, sich ‚zu verkaufen‘ und lehnte sogar lukrative Aufträge ab. So entwarf er zwar für Janis Joplin das Frontcover für ihr Album Cheap Thrills und die Schrift für das Album I Got Dem Ol' Kozmic Blues Again Mama!, lehnte es hingegen aber ab, ein Cover für ein Album der Rolling Stones zu gestalten, da er ihre Musik nicht mochte. Ralph Bakshi machte 1972 einen Zeichentrickfilm aus Fritz the Cat (der erste Zeichentrickfilm, der nur für Erwachsene zugelassen wurde), und der Film wurde ein kommerzieller Erfolg. Crumb missfiel aber der Film so sehr, dass er daraufhin die Figur 1972 in einem seiner Strips von einer Straußenfrau durch einen Stich mit einem Eispickel in den Kopf umbringen ließ.

### 1990er und später
Eine Theaterproduktion, die auf seinem Werk beruht, wurde an der Duke University in den frühen 1990ern unter der Regie von Johnny Simons und mit Nicholas de Wolff und Avner Eisenberg, hauptsächlich in den USA bekannt als Avner the Eccentric, als Darsteller produziert. Crumb leitete die Ausarbeitung des Stücks selbst. Er schuf auch das Bühnenbild, indem er überlebensgroße Darstellungen seiner berühmten Charaktere über den Boden und die Wände der Bühne zeichnete.
Nach Steuerschulden in den USA zogen Anfang der 1990er Crumb, seine Frau Aline Kominsky-Crumb (1948–2022, ebenfalls eine bekannte Underground-Zeichnerin) und seine Tochter nach Sauve, einer kleinen Gemeinde im Département Gard in Südfrankreich.
Crumb singt und spielt verschiedene Instrumente, u. a. Banjo und Mandoline in der von ihm mitbegründeten Band Les Primitifs du futur.
Im Herbst 2009 legte Crumb, nach vierjähriger Arbeit, seine Version der Bibel (1. Buch Mose) vor. Diese Genesis gilt für Juden als erstes Buch ihrer Heiligen Schrift und ist für Christen das erste Buch des Alten Testaments. Neben den Zeichnungen wurden auch die Bildtexte aus mehreren Bibelfassungen nach dem Verständnis Crumbs adaptiert. The Book of Genesis ILLUSTRATED (by R.Crumb/All 50 Chapters) ist im November 2009 auch auf Deutsch unter dem Titel Robert Crumbs Genesis erschienen. Die Textteile der deutschen Ausgabe folgen stark der Lutherbibel von 1912. Crumbs Genesis war im Jahr 2012 Teil der SZ-Bibliothek Graphic Novels.

## Rezeption
Leser und Kritiker von Crumbs Werk kommentierten dieses sehr unterschiedlich. Eine Reihe von respektierten Literatursachverständigen sehen seine Kunst als vollendete und zugleich subversive Satire und vergleichen ihn mit Rabelais. Andere finden seine Zeichnungen pornografisch, rassistisch und frauenfeindlich. Crumb selbst hat eingeräumt, er leide unter einer abnormen „Angst vor Frauen“ und ein großer Teil seiner Arbeit wende sich in der Tat an Erwachsene. Eine berüchtigte Ausgabe von Zap enthielt eine satirische Geschichte von Crumb über einen Haushalt, der familiären Zusammenhalt durch Inzest demonstriert. Dies führte zur strafrechtlichen Verfolgung wenigstens eines Comicladens wegen Obszönität. In der Bundesrepublik wurden einzelne seiner Comics von der Bundesprüfstelle für jugendgefährdende Medien (damals Bundesprüfstelle für jugendgefährdende Schriften) indiziert und waren damit nur noch sehr eingeschränkt erhältlich. Diese Indizierungen sind mittlerweile verjährt.
1999 gewann Crumb den Grand Prix de la Ville d’Angoulême am Festival International de la Bande Dessinée d’Angoulême.
Neben dem 1994 erschienenen Dokumentarfilm Crumb von Terry Zwigoff nähert sich auch der Film American Splendor, der von Crumbs Freund Harvey Pekar handelt, der Persönlichkeit des Künstlers Robert Crumb.
Im Herbst 2002 wurde im Karikaturmuseum Krems die Ausstellung „Die vielen Gesichter des ROBERT CRUMB“ eröffnet. 2004 widmete ihm das Museum Ludwig, Köln, eine Ausstellung mit dem Titel „Yeah, but is it art?“.
Im August 2010 erhielt Crumb einen Harvey Award für The Book of Genesis.

## Sonstiges
Crumb ist ein Sammler alter 78er Schellackplatten, von denen er 2004 über 5.000 besaß.
Ein Schwerpunkt seiner Sammlung liegt auf Country Blues, Crumb hat auch öfter Cover-Illustrationen für Wiederveröffentlichungen klassischer Bluesaufnahmen geliefert (z. B. „The Stuff That Dreams Are Made Of“) sowie für Buchumschläge („King of the Delta Blues: The Life and Music of Charlie Patton“) und sogar für ein Bluesmusiker-Kartenspiel. Crumb illustrierte auch Songs und Biographien von Bluesmusikern, wie z. B. von Charley Patton.
Im Jahr 2003 wurde seine Sammlung zur Quelle für Hot Women Singers from the Torrid Regions of the World, einer Zusammenstellung von Weltmusik aus Mexiko, Kuba, der Türkei, Burma und Tahiti. Außer zweien wurden alle 24 Titel zwischen 1927 und 1934 aufgenommen.

## Veröffentlichungen
- Robert Crumb: Robert Crumbs Genesis, Graphic Novel, Carlsen, Hamburg 2009 (Originaltitel: The book of Genesis according to Robert Crumb), ISBN 978-3-551-78637-1.
- Robert Crumb: Nausea, Reprodukt, Berlin 2012, ISBN 978-3-943143-29-4.
- Robert Crumb: The Complete Record Cover Collection, W.W. Norton, New York 2011, ISBN 978-0-393-08278-4
- Robert Crumb: Mein Ärger mit den Frauen, herausgegeben von Dirk Rehm. Reprodukt, Berlin 2013 (Originaltitel: My troubles with women, übersetzt von Harry Rowohlt), ISBN 978-3-943143-40-9-
- Robert Crumb & David Zane Mairowitz: Kafka, Reprodukt, Berlin 2013, ISBN 978-3-943143-54-6.